# غاري هاميلتون
غاري هاميلتون (بالإنجليزية: Gary Hamilton)‏ (6 أكتوبر 1982 في المملكة المتحدة - ) هو لاعب كرة قدم أيرلندي شمالي في مركز الهجوم. شارك مع منتخب أيرلندا الشمالية تحت 21 سنة لكرة القدم ومنتخب أيرلندا الشمالية لكرة القدم. أما مع النوادي، فقد لعب مع بلاكبيرن روفرز وبورتاداون وغلينافون وغلينتوران ونادي روتشديل وRaufoss IL ‏.

## وصلات خارجية
- غاري هاميلتون على موقع الاتحاد الدولي (مؤرشف)  (الإنجليزية)
- غاري هاميلتون على موقع قاعدة بيانات كرة القدم.إي يو (الإنجليزية)
- غاري هاميلتون على موقع ناشيونال فوتبول تيمز (الإنجليزية)
- غاري هاميلتون على موقع Soccerbase.com (لاعب) (الإنجليزية)
- غاري هاميلتون على موقع Soccerway.com (الإنجليزية)